# Schwedenhaus (Fertighaus)

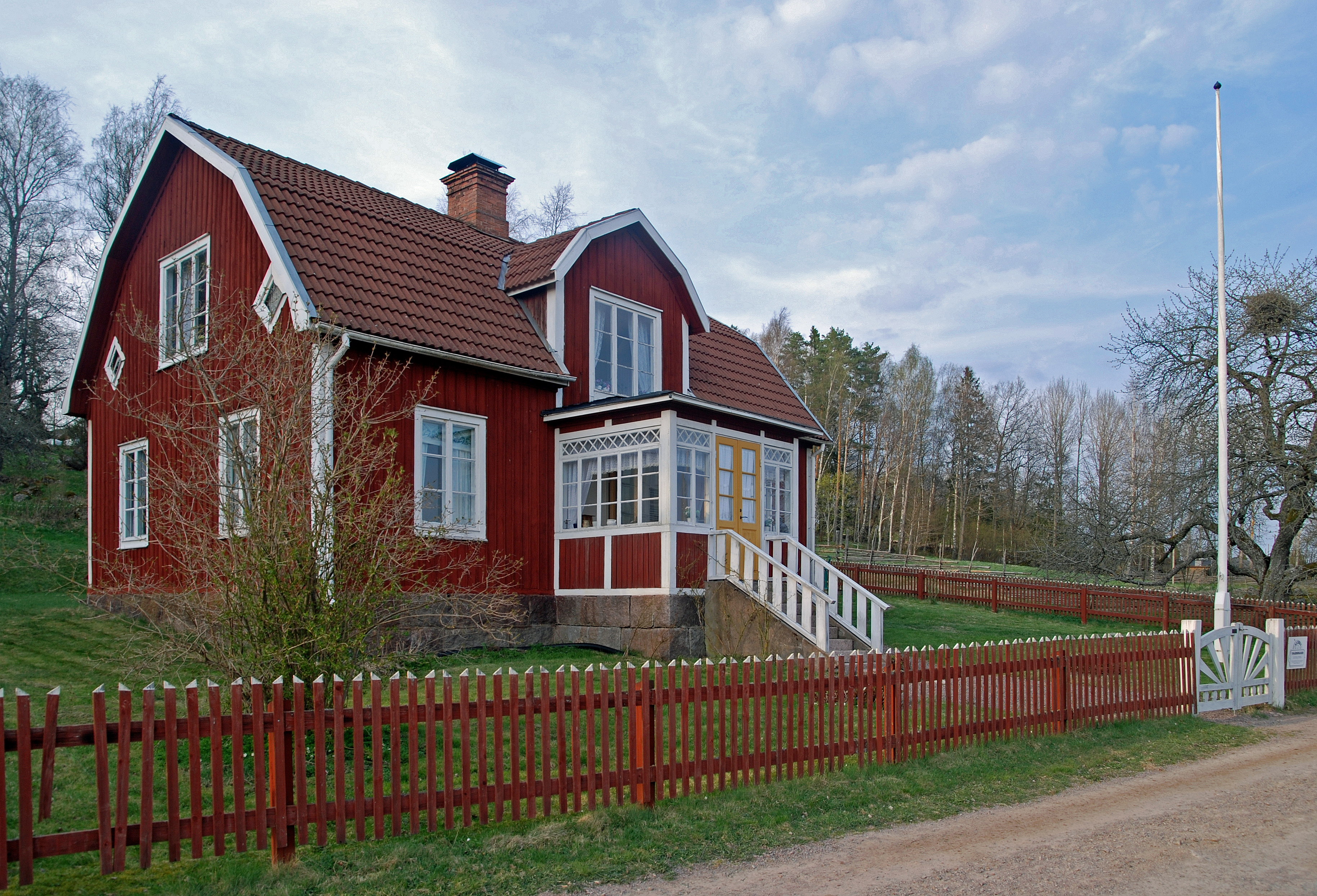
Filmhaus des Michel aus Lönneberga, ein Vorbild für moderne Gebäude vom Typ Schwedenhaus

Als Schwedenhaus werden verschiedene Arten von Holzhäusern bezeichnet, die durch Anstrich der Holzverkleidung in auffälligen Farben, überwiegend Falunrot oder Gutsherren-Gelb, und weiße Sprossenfenster und Türrahmen gekennzeichnet sind. Der Begriff wird von vielen Fertighausanbietern verwendet. Sie bieten ihre Holzkonstruktionen in Holztafelbau mit senkrechter Holz- oder Stülpschalung unter dem Etikett „Schwedenhaus“ an. Dabei zielen sie auf ein Erscheinungsbild ab, das unter anderem von der Stuga und von Gebäuden in Småland geprägt ist und durch Verfilmungen der Werke von Astrid Lindgren oder Selma Lagerlöf transportiert wurde.

## Geschichte

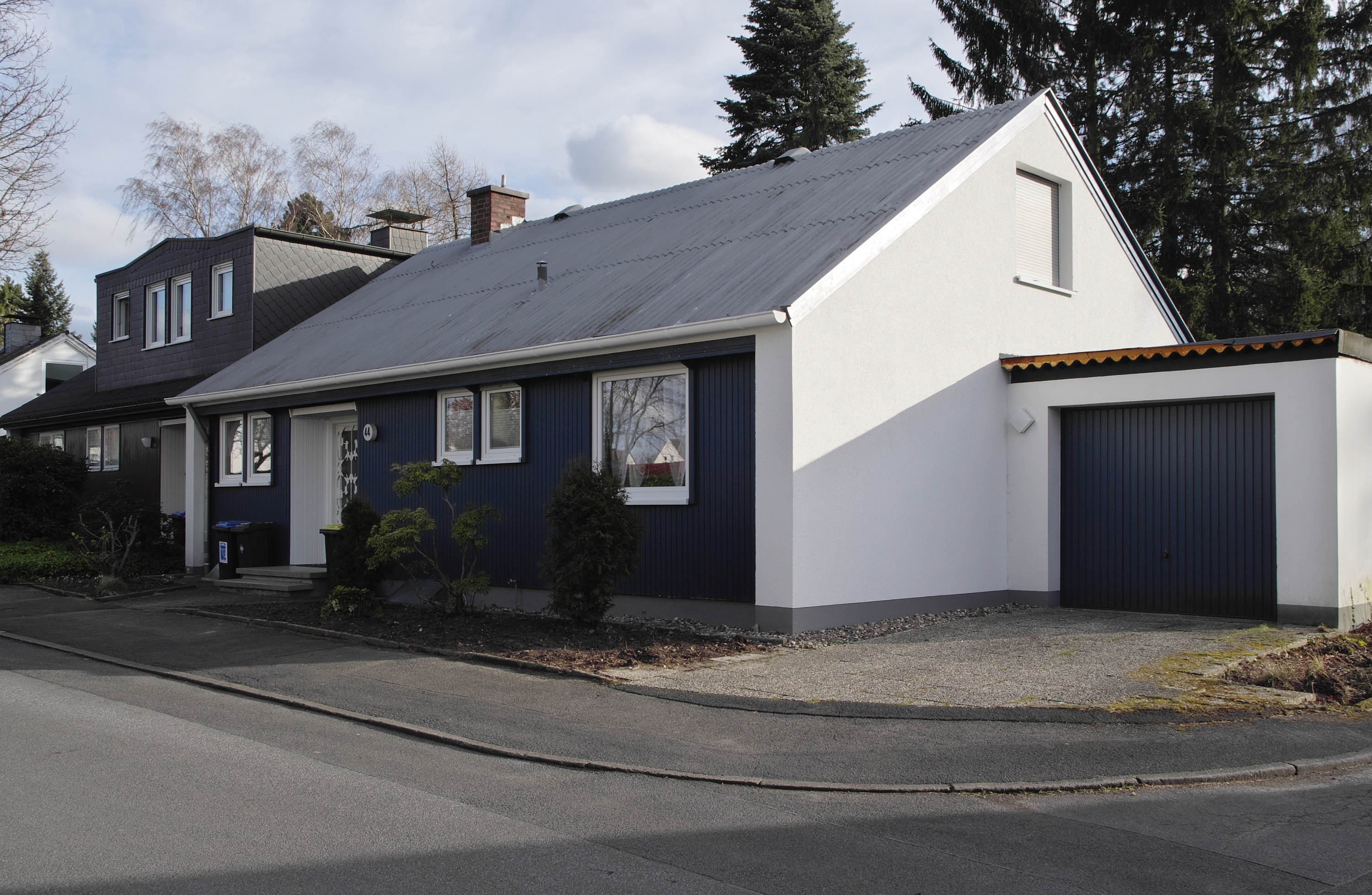
Schwedenhaussiedlung Unna

Nach dem Zweiten Weltkrieg gehörte Schweden mit den USA und England im Fertighausbau zu den führenden Nationen. Bereits in der frühen Nachkriegszeit wurden in Deutschland Fertighäuser aus Holz gebaut, die aus Schweden importiert waren und Schwedenhäuser genannt wurden. Gustav Kistenmacher diskutierte in seiner 1950 erschienenen Monographie Fertighäuser überwiegend Hausentwürfe aus den USA und aus Schweden. Anfang der 1960er Jahre war ein großer Teil der etwa 18.000 in Deutschland errichteten Fertighäuser schwedischer Herkunft. Da in Schweden einige Jahrzehnte früher als in Mitteleuropa mit dem industriellen Bau von Fertighäusern begonnen wurde, galten die schwedischen Produkte als qualitativ hochwertig, und die Bezeichnung Schwedenhaus, die von schwedischen Exportunternehmen auf dem deutschsprachigen Markt etabliert wurde, wurde als Gütesiegel angesehen. Unter einem Schwedenhaus wurde damals ein Haus aus Bauteilen verstanden, die in Schweden gefertigt wurden. Die tragenden Wände bestanden aus einem Holzrahmen mit beidseitiger Holzschalung. Mustersiedlungen mit Schwedenhäusern wurden 1958 in Unna und 1961 in Ludwigsburg errichtet. Bei den Häusern in Unna handelte es sich um das erste größere Projekt des sozialen Wohnungsbaus in Unna nach dem Zweiten Weltkrieg. Die Siedlung besteht aus 58 Häusern in fünf Haustypen von 75 bis 120 m² Grundfläche. Die Häuser wurden seinerzeit als „Faulenhäuser“, „Holzbaracken“ oder „Nissenhäuser“ bezeichnet. Zu dieser Zeit waren in Schweden etwa die Hälfte aller neu gebauten Einfamilienhäuser Fertighauskonstruktionen. Im Fertighausverzeichnis des Institutes für Bauforschung in Hannover, das im Auftrag des Wohnungsbauministeriums als Verzeichnis geprüfter Fertighausfabrikate erstellt worden war, waren mehrere Haustypen schwedischer Hersteller enthalten.
Seit Mitte der 1970er Jahre entstand in der Fertighausarchitektur ein Trend weg von rein funktionaler Gestaltung mit reduzierten Formen und hin zu romantisierender Idealisierung von „einfachem Leben“, zu regionalen Hausformen, die ein Gefühl von Nostalgie und Gemütlichkeit vermitteln, oder im Sinne der klassischen Moderne auf Sachlichkeit und Materialsichtigkeit reduziert sind (Kritischer Regionalismus): Dieser Strömung, die besonders im Fertighausbau Anklang fand, kommt das Konzept des Schwedenhauses als Typenhaus entgegen. Im Zuge des ökologischen Bauens seit Beginn der 1990er Jahre fand außerdem eine Umwertung des Baustoffes Holz statt: Während dieser früher mit Armut und fehlender Dauerhaftigkeit konnotiert war, wandelte er sich zum Symbol für Nachhaltigkeit und Natürlichkeit. Auch hierbei waren der gute Ruf der nordischen Holzarchitektur-Tradition und die thermisch optimierten Holzbauweisen Skandinaviens ein Vorbild. Der Wandaufbau in Ständerbauweise mit Schalung ist für wärmeisolierte Vorfertigung wesentlich besser geeignet als beispielsweise die in Mitteleuropa heimische Fachwerk- oder Blockhaus-Bauweise. Die kompakte Bauform unterscheidet das Schwedenhaus vom tendenziell mit größeren Fenstern und reichhaltigeren Veranden ausgestatteten amerikanisch-kanadischen Fertighaus – wobei die Typen in der Kundenwunsch-orientierten Bestellungsfertigung des modernen Fertighausbaues wieder zu verschwimmen beginnen.